# Giano Vetusto
Giano Vetusto é uma comuna italiana da região da Campania, província de Caserta, com cerca de 652 habitantes. Estende-se por uma área de 11 km², tendo uma densidade populacional de 59 hab/km². Faz fronteira com Calvi Risorta, Camigliano, Formicola, Pastorano, Pignataro Maggiore, Rocchetta e Croce.

## Demografia
| Variação demográfica do município entre 1861 e 2011                               |
|                                                                                   |
| Fonte: Istituto Nazionale di Statistica (ISTAT) - Elaboração gráfica da Wikipedia |